# Bambouk

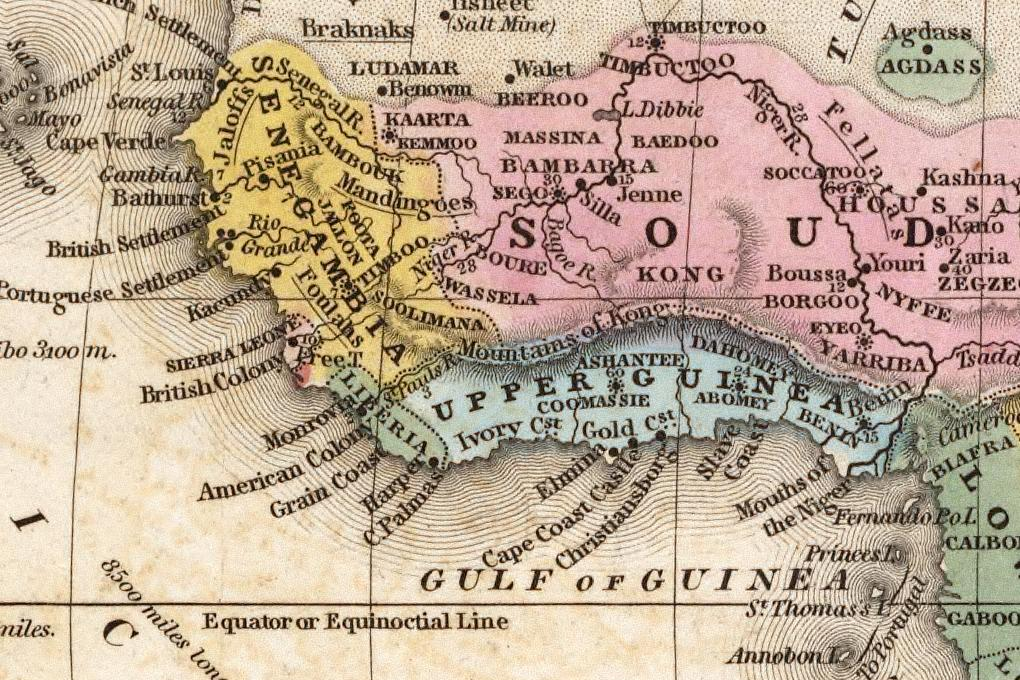
Localització del Bambouk (nord-és de Senegàmbia) en un mapa de Samuel Augustus Mitchell de 1839

El Bambouk o Bambuk és una regió històrica d'Àfrica de l'oest, compresa entre dos afluents del riu Sénégal, el Falémé a l'oest i el Bafing a l'est. El seu territori es troba avui a cavall entre el Senegal i la part occidental de Mali, principalment en el cercle de Kéniéba (regió de Kayes).
Els seus recursos en or – reals o sobrestimats – van establir la seva notorietat des de l'edat mitjana, en principi en el món àrab, a continuació a Europa: s'hi veia el « Perú de l'Àfrica ».

## Història

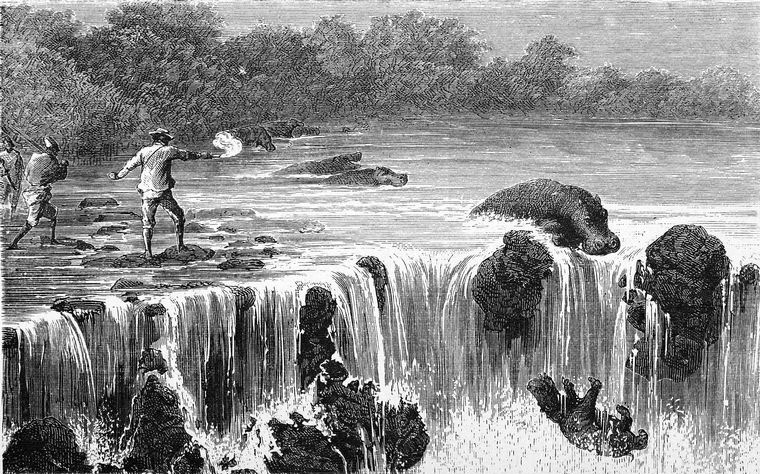
« Cascada del Senegal en el Bambouk » (1872)

Al segle xii, el geògraf àrab Al-Idrissi representa aquesta regió com una illa de 300 milles de llarg i 150 milles d'amplària – una descripció prou pertinent, si es prenen en compte els dos rius i la superfície efectiva del territori.

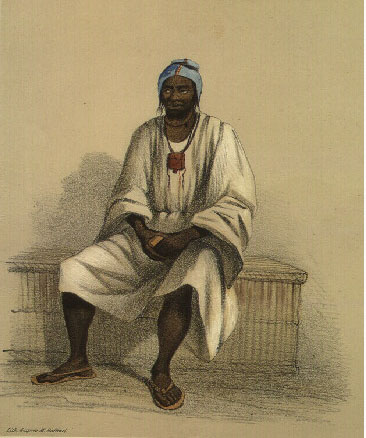
Manding del Bambouk (1846)

Els Portuguesos van arribar al Bambouk l'any 1550, però foren delmats per la malaltia, les rivalitats al voltant de les mines d'or i l'hostilitat de la població local.
El Bambouk és una regió muntanyosa, amb petits pobles dispersos, principalment poblats de mandings. Els esclaus fugitius hi trobaven sovint refugi. Aquestes comunitats eren relativament autònomes, tot i que s'unien de vegades per lluitar contra les incursions d'estats veïns més centralitzats, com els regnes de Bundu o de Khasso.
Els negociants francesos arribaren a partir del segle xviii, però no s'hi van establir-se de manera duradora. El 1714, sota la impulsió d'André Brue, la Companyia del Sénégal va construir el fort de Sant-Pierre sobre la riba esquerra del riu Falémé. El 1724 els francesos van instal·lar dos factories, una prop de les mines d'or de Tambaoura. Però les temptatives per explotar els jaciments es van saldar en fracassos successius. Les factories foren abandonades l'any 1732 i el fort l'any 1759. Els francesos van fer noves temptatives al començament del segle xix. La Societat de Galam va establir una factoria al riu Falémé l'any 1824, però hi va renunciar el 1841. Uns anys més tard Faidherbe, governador del Senegal, va organitzar una expedició al Bambouk l'any 1858-1860, que va suposar un nou fracàs. Per un tractat de pau de 1887 signat per Gallieni, « els caps del Bambouk van reconèixer que el seu país és part del Sudan francès i fou posat sota el protectorat de la República Francesa ».
Des de la independència, el Bambouk és compartit entre el Senegal i Mali.